# Joseph Guislain

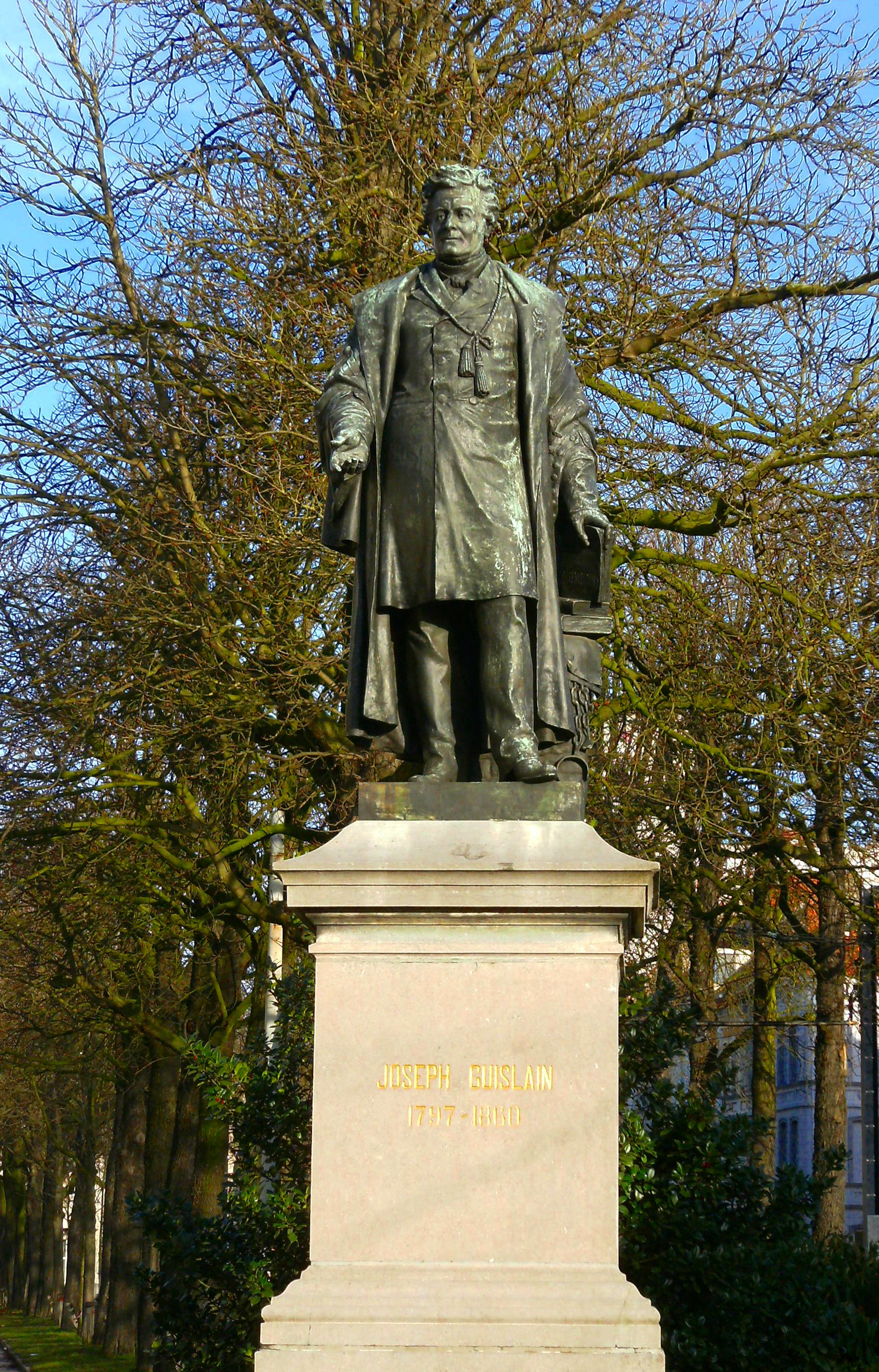
Statue von Joseph Guislain in Gent

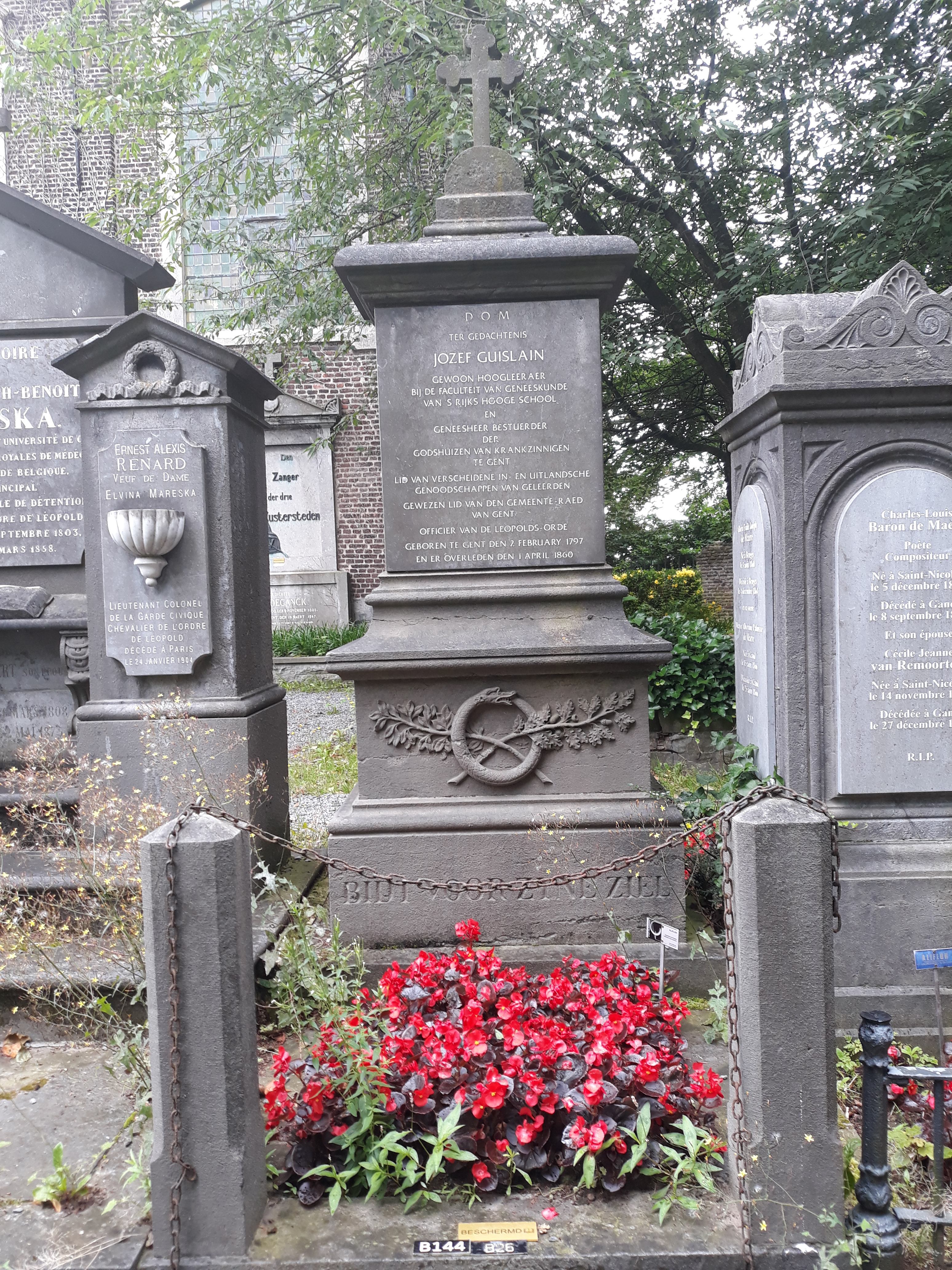
Das Grab von Joseph Guislain auf dem Campo-Santo Sint-Amandsberg in Gent

Joseph Guislain (* 2. Februar 1797 in Gent; † 1. April 1860 ebenda) war ein belgischer Psychiater. Er reformierte das Krankenhauswesen und die Gesetzgebung im Sinne einer modernen Psychiatrie.

## Ausbildung und Werdegang
Joseph Guislain besuchte die École de Médecine und war einer der ersten Studenten an der Universität Gent. 1819 schloss er sein Studium mit der Promotion ab. 1828 wurde er Direktor der psychiatrischen Anstalten der Stadt Gent. 1835 wurde er zum ordentlichen Professor an der Universität Gent ernannt. Im Jahr 1841 übernahm Guislain den Vorsitz eines Ausschusses, der die Lage in den belgischen psychiatrischen Einrichtungen verbessern sollte.

## Leistungen
Joseph Guislain verfasste bereits 1829 in Gent ein reformerisches internes Reglement zur humanen Behandlung der Patienten. Es war Ausdruck seiner Überzeugung, dass die Irren keine persönliche Schuld an ihrer Krankheit tragen, sondern ebenso wie körperlich Kranke zu behandeln seien. Ab 1835 hielt er Vorlesungen über Physiologie, Psychologie und Hygiene. Er setzte sich auch politisch aktiv für die Rechte der psychisch Kranken ein. Die unterbreiteten Vorschläge während seiner politischen Tätigkeit führten zu einer Gesetzesänderung im Jahr 1850. Im Jahr 1852 wurde in Gent die Musteranstalt Hospice Guislain gegründet.
Guislain führte 1852 in Gent die Bettenbehandlung für psychisch Kranke ein. Damit beabsichtigte er, die Heilung in Fällen von Melancholie zu fördern. Körperliche Ruhe sah er in diesen Fällen für die psychische Beruhigung als sinnvoll und zweckmäßig an. In der Regel wurde diesen Kranken sonst Ablenkung und Zerstreuung angeraten, um sie von ihren traurigen Gedanken abzubringen. In Deutschland wurde die Bettenbehandlung von Ludwig Meyer (1827–1900) in Göttingen und auf Dauer von Clemens Neisser (1862–1940) in Leubus eingeführt, in der Schweiz von Paul Dubois (1848–1918) praktiziert. Sie verlieh der Anstalt den Charakter eines Krankenhauses und nicht den einer Strafanstalt durch ihren weithin üblichen Zellencharakter.
Guislain vertrat die Idee der Einheitspsychose und gab diesen Gedanken an Albert Zeller (1804–1877) und Wilhelm Griesinger (1817–1868) weiter. Zeller schrieb Vorwort und Fußnoten zur deutschen Übersetzung von Guislains Werk Traité sur les phrénopathies (1833). Guislain kann als früher Vertreter der Universitätspsychiatrie angesehen werden.
Joseph Guislain starb im Alter von 63 Jahren und ruht auf dem Begraafplaats Campo Santo in seiner Geburtsstadt Gent.

## Werke
Zu den Veröffentlichungen Guislains gehören:
- Traité sur l'aliénation mentale. (1826)
- Traité sur les phrénopathies. (1833)
- Leçons orales sur les phrénopathies. (1852)

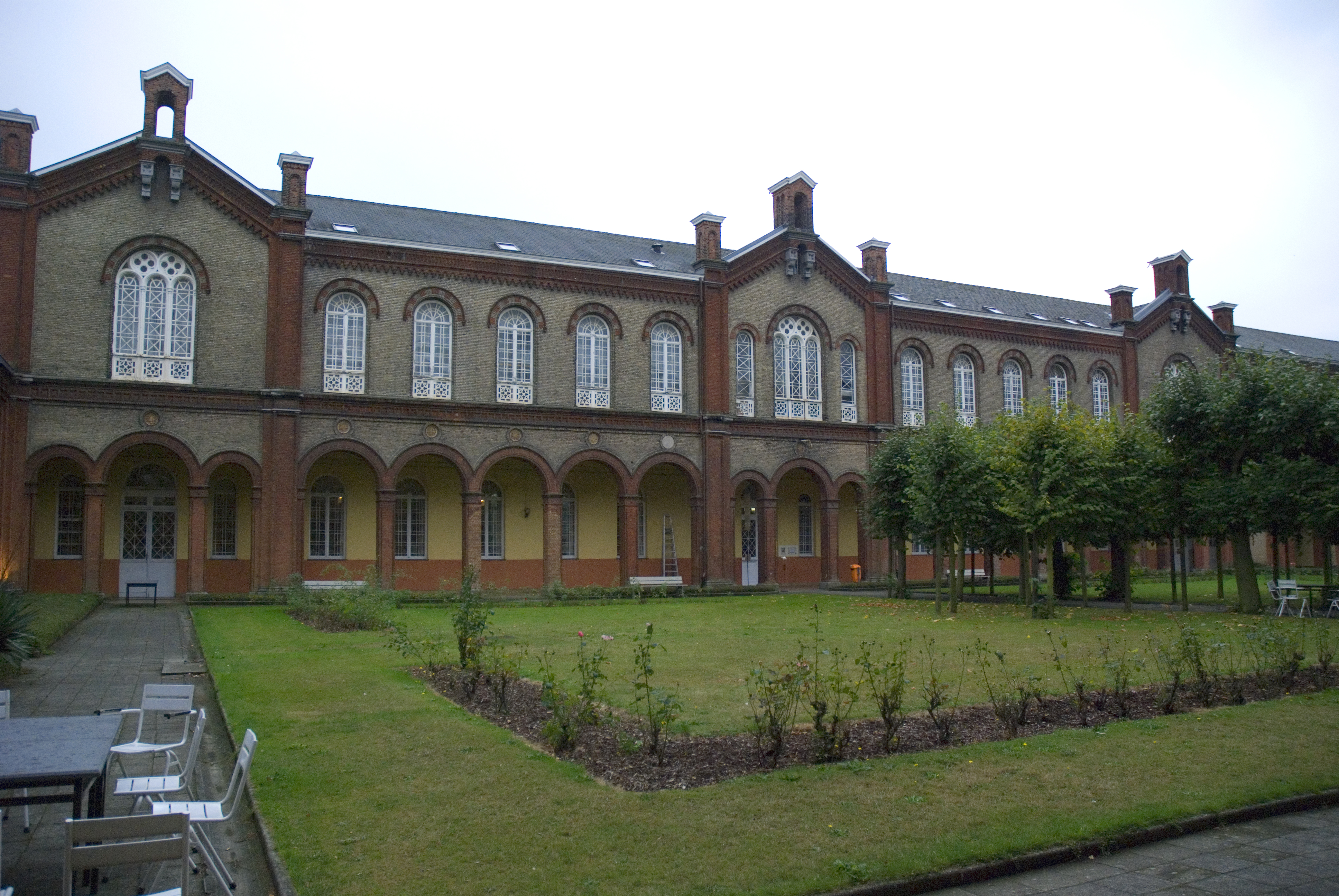
Dr.-Guislain-Museum, ehemaliges psychiatrisches Krankenhaus, Baujahr 1857
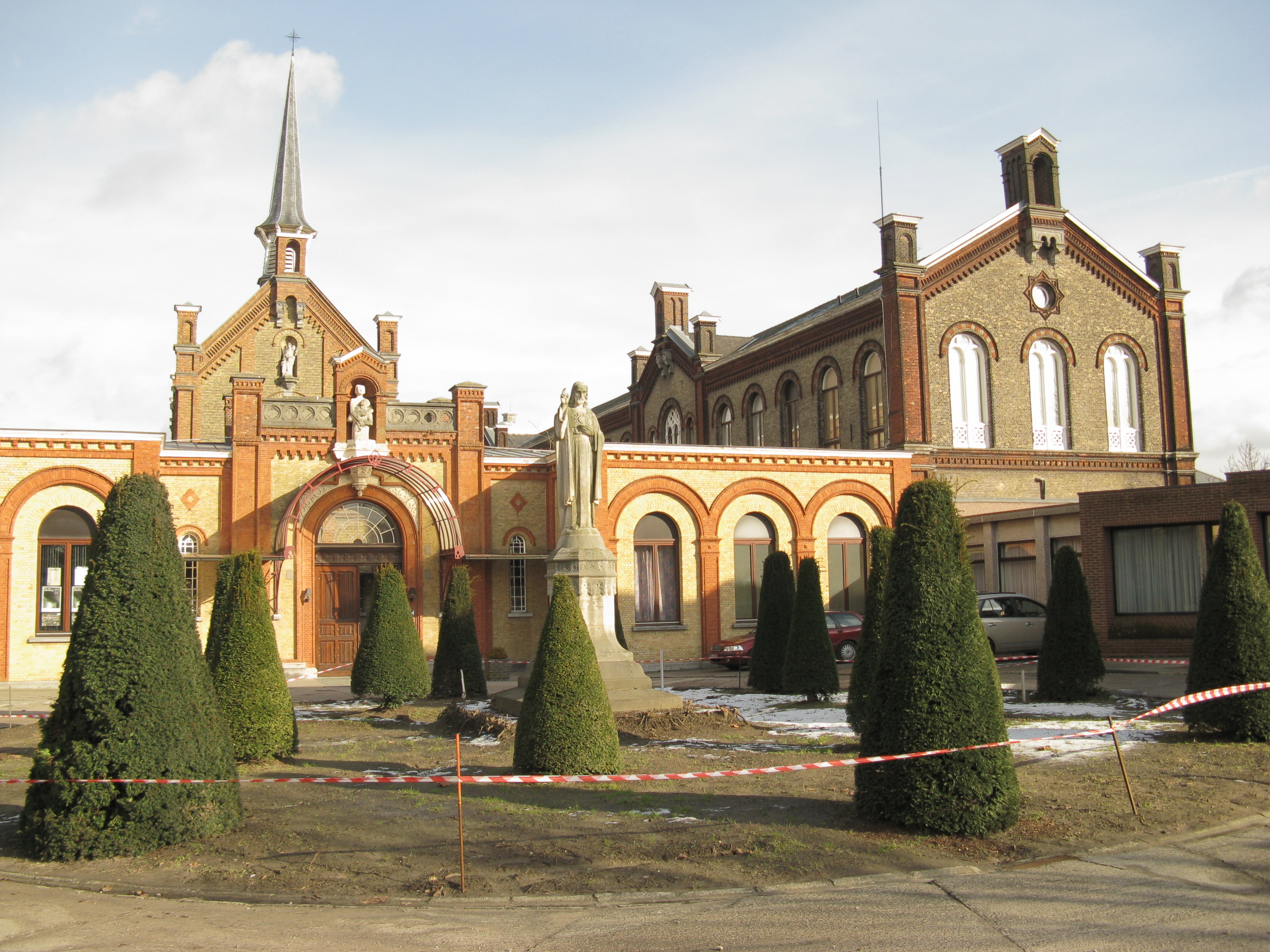
Psychiatrisches Krankenhaus Dr. Guislain